# Dirades rufinervis
Dirades rufinervis är en fjärilsart som beskrevs av Holloway 1976. Dirades rufinervis ingår i släktet Dirades och familjen Uraniidae. Inga underarter finns listade i Catalogue of Life.